# Іван Чепарінов
Іван Чепарінов (болг. Иван Чепаринов; нар. 26 листопада 1986, Асеновград) — болгарський шахіст, гросмейстер. Триразовий чемпіон Болгарії (2004, 2005, 2012). 2018 року змінив шахову федерацію на грузинську, що дозволило йому зіграти на олімпіаді 2018 у Батумі (команду Болгарії не допустили до турніру через фінансові зловживання тамтешньої шахової федерації).
Його рейтинг станом на березень 2020 року — 2686 (44-те місце у світі, 1-ше серед шахістів Грузії).

## Ранні роки
Навчився грати в шахи у 5 років. Потім швидко прогресував і виграв чемпіонат Болгарії серед юніорів 2000 року.

## Секундант Топалова
До 2007 року був найбільше відомий як секундант колишнього чемпіона світу ФІДЕ Веселина Топалова. Згідно з вебсайтом Топалова, саме Чепарінов розробив багато новинок, які Топалов застосував під час матчу за звання чемпіона світу 2006 проти Володимира Крамника.

## Турнірні успіхи
В жовтні 2006 поділив 1-ше місце на турнірі Essent Open у Хогевені набравши 7/9, а також поділив 1-е місце на Morelia Open 2007.
У квітні 2007 року одноосібно переміг на традиційному турнірі Sigeman & Co invitation tournament в Мальме. Поділив 1-ше місце з шістьма учасниками на чемпіонаті Європи 2007 в Дрездені, однак на тай-брейку перемогу здобув Владислав Ткачов. У рейтинг-листі ФІДЕ за січень 2008 року вперше перетнув позначку 2700 пунктів, яку вважають межею, що відділяє «еліту» від решти шахістів.
В червні 2009 і червні 2010 перемагав на турнірі за запрошенням Lopez Masters, при чому 2010 року його турнірний перформенс становив 2904 пункти. У червні 2011 року поділив 1-ше місце з Атанасом Колєвим на 3-му турнірі International Albena Open. У жовтні 2011 року поділив місця від 3-го до 15-го у відкритій секції 15-го Corsican Circuit.
У 2012 році поділив 1-ше місце з Іваном Соколовим і Йонні Гектором на Politiken Cup у Копенгагені, вигравши цей турнір на тай-брейку.
Здобув перемогу на тай-брейку на представницькому турнірі Гібралтар 2014.

## Інцидент з рукостисканням
Під час Корус-турніру 2008 у грі 8-го туру групи B проти Найджела Шорта Чепарінову зарахували поразку, оскільки він двічі відмовився потиснути руку супернику перед початком гри. Після того як Чепарінов відмовився від рукостискання, Шорт повідомив про це арбітра і нагадав, що в таких випадках одразу присуджують поразку (Шорт стверджує, що арбітр не пам'ятав про це і йому треба було нагадати). Команда Чепарінова стверджувала, що арбітр не знав про це, оскільки такого правила не існує. Гра між Топаловим і Крамником на цьому ж турнірі розпочалась без рукостискання, хоча в цьому випадку жоден з гравців не відмовився потиснути руку, оскільки жоден і не запропонувавав. Згідно з нормами поведінки ФІДЕ, 
будь-якому гравцеві, що відмовляється потиснути супернику руку […] перед початком гри на турнірах ФІДЕ або під час матчів ФІДЕ (і продовжує відмовлятися після того, як його попросить це зробити арбітр) […] одразу ж і безповоротно присуджується поразка у відповідній грі
Згідно з протестом, який подали Чепарінов і його менеджер Сільвіо Данаїлов, «незадовго до того в одному з інтерв'ю Шорт грубо образив Чепарінова і його команду». Також вони стверджували, що арбітр не дав ще однієї можливості Чепарінову потиснути руку, а одразу ж проголосив його поразку. Після подачі протесту апеляційний комітет у складі Володимира Крамника, Михайла Красенкова і Юдіт Полгар скасував рішення арбітра про поразку Чепарінова. Згідно з їхнім рішенням Чепарінов повинен був вибачитися перед Шортом і гру вони повинні були переграти наступного для після взаємного рукостискання. У тій грі перемогу здобув Шорт.
Випадок із рукостисканням був записаний на відео і викладений на YouTube, до його передивились майже 300 000 разів.

## Зміни рейтингу
| На цьому місці має відображатися графік чи діаграма, однак з технічних причин його відображення наразі вимкнено. Будь ласка, не видаляйте код, який викликає це повідомлення. Розробники вже працюють для того, щоби відновити штатне функціонування цього графіка або діаграми. | |
| | На цьому місці має відображатися графік чи діаграма, однак з технічних причин його відображення наразі вимкнено. Будь ласка, не видаляйте код, який викликає це повідомлення. Розробники вже працюють для того, щоби відновити штатне функціонування цього графіка або діаграми. |